# Bellevue (Idaho)
Pour les articles homonymes, voir Bellevue.
Bellevue est une ville du comté de Blaine dans l’Idaho, aux États-Unis.

## Démographie
| 1890 | 1900 | 1910 | 1920 | 1930 | 1940 |
| ---- | ---- | ---- | ---- | ---- | ---- |
| 892  | 356  | 702  | 526  | 375  | 502  |

| 1950 | 1960 | 1970 | 1980  | 1990  | 2000  |
| ---- | ---- | ---- | ----- | ----- | ----- |
| 528  | 384  | 537  | 1 016 | 1 275 | 1 876 |

| 2010  | - | - | - | - | - |
| ----- | - | - | - | - | - |
| 2 287 | - | - | - | - | - |